# Єкуллойп

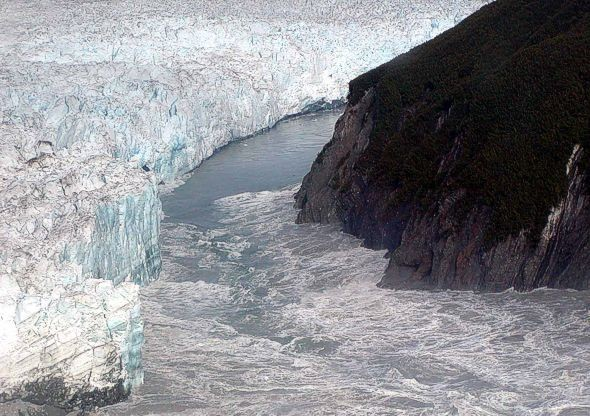

Єкуллойп (ісл. jökulhlaup, буквально — льодовиковий витік) — це тип льодовикового раптового витоку. Поняття запозичене до інших мов з ісландської. Спочатку цей термін стосувався добре відомих підльодовикових раптових витоків з льодовика Ватнайокутль, Ісландія, які спричиняються геотермальним теплом та іноді вулканічним підльодовиковим виверженням, але зараз вже використовується для опису будь-якого великого і раптового витоку води з підльодовикового або моренного озера/резервуара.
Оскільки єкуллойпи виникають з гідростатично-закритих озер з плаваючими рівнями дзеркала води значно вищими межі, їх пікова витрата води може бути значно більшою, ніж при прориві дамби (берега) озера. Гідрограф єкуллойпа з Ватнайокутля як правило або зростає протягом декількох тижнів з найбільшим потоком ближче до кінця події або зростає значно швидше ніж гідрограф прориву озера — протягом декількох годин. Вважається, що ці гідрографи відображають відповідно танення каналу або щитовий потік під краєм льодовика. Схожі процеси відбувались під час дегляціації Північної Америки та Європи після останнього льодовикового періоду (дивись льодовикове озеро Агассис та Ла-Манш), та ймовірно у більш ранні періоди, хоча геологічні свідоцтва погано збереглися.

## Процес утворення єкуллойпа
Тала вода може формуватися на поверхні льодовика, під льодовиком або і там і там. Абляція (танення на поверхні) часто призводить до формування озер на поверхні. Донне танення відбувається завдяки геотермальному теплу порід під льодовиком, що різне на різних ділянках, або завдяки нагріванню від тертя при русі криги по скельних породах під нею.
Тала вода може текти по льодовику, між льодовиком та скельною основою або як ґрунтові води у водоносному горизонті нижче скельної основи льодовика в результаті водопроникності підґрунтя під льодовиком. Якщо швидкість утворення талої води перевищує можливості поглинання водоносного горизонту, утворюються поверхневі або підльодовикові озера.
Поверхневі та підльодовикові потоки розрізняються у зонах проходження. Надльодовиковий потік схожий до наземних потоків у всіх відкритих середовищах — вода тече з вищих точок до нижчих під впливом гравітації. А от підльодовиковий потік веде себе інакше — тала вода, що утворилась під льодовиком або просочилась з поверхні під дією гравітації, збирається в пустотах всередині або під льодовиком у озера, над якими сотні метрів криги. Напір води, яка збирається в такому озері, зростає доки не стане достатньо великим, щоб або прорвати собі шлях у кризі або підняти кригу над поверхнею озера.
По мірі накопичення талої води і зростання напору під континентальними льодовиковими щитами або альпійськими льодовиками відбуваються епізодичні скиди води. Оскільки під напором відбувається підйом криги над підльодовиком озером, вода рухається туди, де менший спротив. Тому першими піднімаються місця, де крига тонша або має тріщини. Тому вода часто рухається вгору по поверхні під льодовиком до місцин з меншою товщею криги. По мірі накопичення води, озеро зростає, піднімаються інші ділянки крижаного шару аж доки не буде знайдено шлях назовні.
Якщо не існує раніше утвореного каналу скиду, спочатку вода вирветься широким єкуллойпом, що може мати ширину потоку в десятки кілометрів, але незначну товщину. При подальшому перебігу, єкуллойп має тенденцію розмивати породу під льодовиком та кригу, утворюючи канал тунельної долини, в той час, як зменшення напору дозволяє решті піднятої криги знову осісти на породу. Це припиняє широкий потік та утворює вузький канальний. Напрямок каналу переважно визначається товщиною криги над потоком, і лише в другу — рельєфом породи під нею; деколи спостерігається «потік вгору», оскільки тиск криги штовхає воду до місць з меншою товщиною криги, доки вона не з'явиться на поверхні льодовика. Цим процесом визначається форма багатьох тунельних долин і за нею можна отримати загальну інформацію про товщину в різних місцях льодовика, що існував на час утворення тунельної долини, особливо, якщо початкова поверхня під льодовиком не була різноманітною.
Швидкий раптовий витік великих обсягів води має наслідком надзвичайно велику ерозію, як свідчать уламки скель та валуни в тунелях та у їх гирлі. В Антарктиці через ерозію таким чином утворились тунелі глибиною більше 400 метрів та до 2,5 км у ширину.

## Приклади
Хоча єкуллойпи спочатку асоціювались виключно з Ватнайокутлем, у науковій літературі стверджується їх існування у багатьох місцях, включно з сучасною Антарктикою; також існують докази того, що вони відбувались у Лаврентійському льодовиковому щиті та Скандинавському льодовиковому щиті під час останнього льодовикового періоду.

### Ісландія

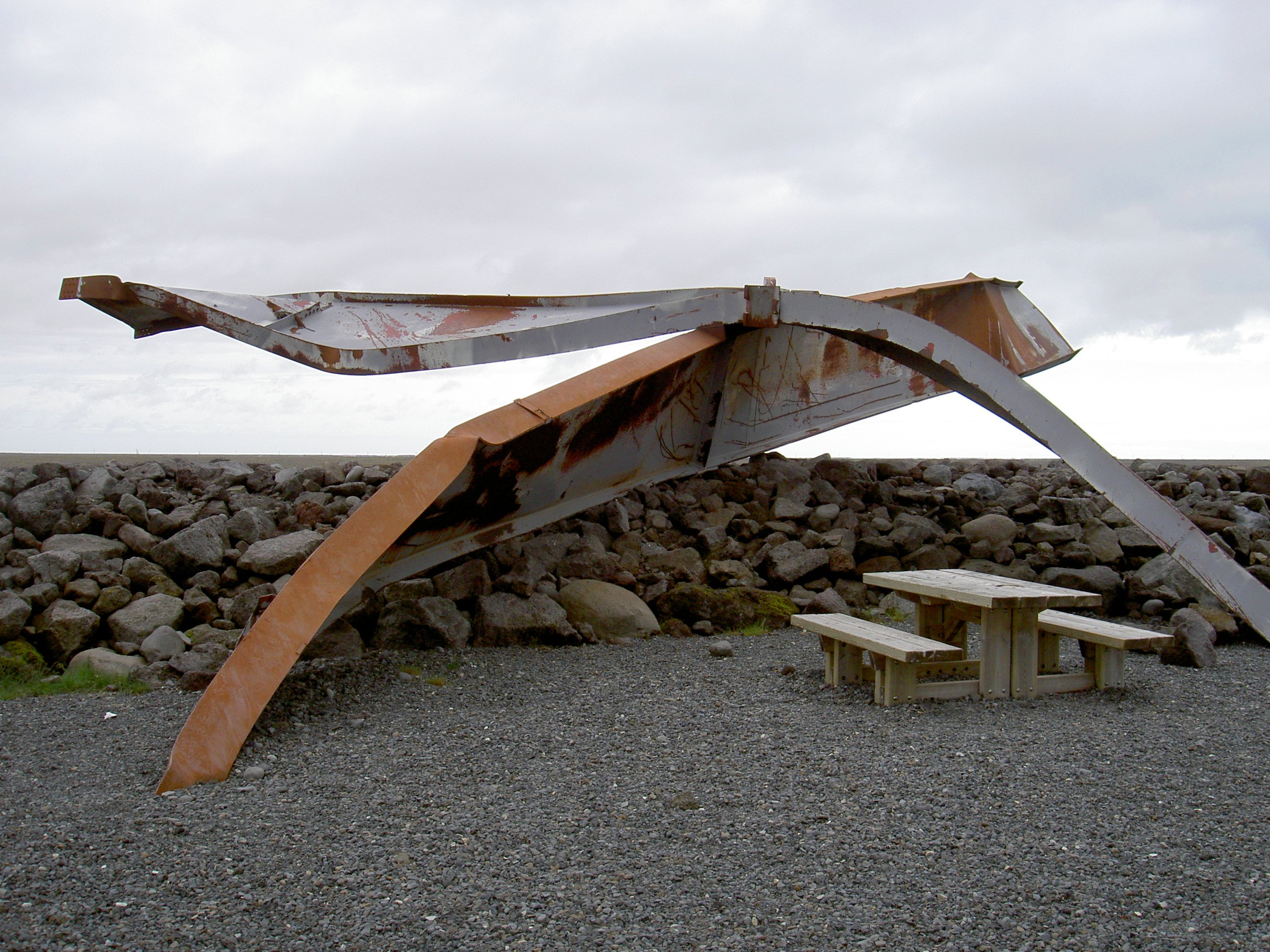
Залишки сталевого мосту після єкуллойпу 1996 року, біля Skaftafell

- значні єкуллойпи відбуваються на Мюрдальсйокутль, коли підльодовиковий вулкан Катла вивергається, десь кожні 40-80 років. За оцінками, виверження 1755 року спричинило єкуллойп з піковим потоком 200 000–400 000 м³/с.
- вулкан Грімсвотн часто спричиняє великі єкуллойпи Ватнайокутля. Виверження 1996 року спричинило єкуллойп з піковим потоком води 50 000 м³/с, що на декілька днів зробило його другою (за потужністю потоку) річною в світі після Амазонки. Ріка Скейдара затопила територію перед Скафтафетль. Єкуллойп зруйнував частини Кільцевої дороги, потік води ніс уламки криги вагою до 5000 тонн, а айсберги вагою 100—200 тонн вдарили по мосту Gigjukvisl на Кільцевій дорозі та зруйнували його (сьогодні руїни мосту позначені інформаційними табло та є популярною зупинкою туристів на Кільцевій дорозі). Потік води мав до 4 метрів висоти та 600 метрів у довжину. Потоп переніс 185 мільйонів тонн мулу[13]. Після припинення потоку, айсберги висотою до 10 метрів можна було побачити на берегах ріки.
- вулкан Ейяф'ятлайокютль також може спричинити єкуллойпи. Виверження 2010 року спричинило єкуллойп з піковим потоком 2 000–3 000 м³/с[14][15].

### Північна Америка
Історія
По мірі відступу Лаврентійського льодовикового щита з його максимальних розмірів у періоді 21 000 — 13 000 років тому, відбулися дві суттєві події з переспрямування потоків талої води у східній Північні Америці. І хоча геологи досі сперечаються стосовно того, де ці події відбулися, вони ймовірно сталися коли льодовиковий щит відступив з гір Адірондак та Лаврентійських низин.
- початково льодовикове озеро Ірокезів мало стік до Атлантичного океану шляхом катастрофічних потоків по долині Гудзону, які відбувались, коли під час трьох єкуллойпів крижана дамба відступаючого щита руйнувалась та знову створювалась. Свідченням масштабу цих подій у долині є значно вирізані ригелі, великі язики осадів на континентальному шельфі та ератичні валуни діаметром більші за 2 м на зовнішньому шельфі.
- пізніше, коли льодовиковий щит відступив з долини Св. Лаврентія, льодовикове озеро Кандона мало стік до Північної Атлантики, коли єкуллойпи проходили через море Шамплена та долину Св. Лаврентія. Вважається, що потрапляння величезних обсягів прісної талої води цих єкуллойпів у Північну Атлантику бл. 13 350 років тому спричинило зменшення термохалінної циркуляції та короткострокове Аллередське похолодання у Північній півкулі[16].
- на кінець, гігантське льодовикове озеро Агассис розташовувалось у центрі Північної Америки. У нього стікали талі води льодовиків наприкінці останнього льодовикового періоду. Його дзеркало було більше, ніж всі сучасні Великі озера разом, а обсяг води перевищував запаси у всіх озерах світу зараз. Єкуллойпи відбувались декілька разів між 13 000 та 8 400 років тому.

На заході материка аналогічні єкуллойпи зі стоком у Тихий океан відбувались по ущелині річки Колумбія та отримали назву Міссульські повені.
Сучасність
У липні 1994 року, поверхневе льодовикове озеро з дамбою з криги витекло через підльодовиковий тунель через льодовик Годдард в Береговому хребті, Британська Колумбія, що спричинило єкуллойп. Потік потужністю 100—300 м3/с прокотився через Ферроу Крік до озера Чілко, що спричинило суттєву ерозію. Крижана дамба знову не створилася. Схожі єкуллойпи у Британській Колумбії наведені нижче у таблиці
| Назва озера | Рік  | Піковий потік (м3/с) | Об'єм (км3) |
| ----------- | ---- | -------------------- | ----------- |
| Альсек      | 1850 | 30                   | 4,5         |
| Ейп         | 1984 | 1600                 | 0,084       |
| Тайд        | 1800 | 5 000-10 000         | 1.1         |
| Дон'єк      | 1810 | 4000-6000            | 0,234       |
| Самміт      | 1967 | 2560                 | 0,251       |
| Тулсеква    | 1958 | 1556                 | 0,229       |